# Juan Bautista Martínez del Mazo
Pour les articles homonymes, voir Martínez.
Juan Bautista Martínez del Mazo (vers 1605 - 10 février 1667) est un peintre espagnol de l'ère baroque.
Né dans la province de Cuenca, peut-être à Beteta d'où est originaire sa mère ou à Cuenca, Juan Bautista Martínez del Mazo fut l'élève de Francisco Pacheco,  dans son académie de Séville. Puis le premier assistant de Diego Vélasquez  dont il devint le gendre en épousant en 1633 Francisca, une fille de ce dernier, et put dès lors intégrer la cour du roi Philippe IV d'Espagne sous la protection de son puissant parent.

## Biographie
On sait peu de choses sur la vie de Mazo. Il est né dans la province de Cuenca d'où sont originaires ses parents. Il a été baptisé à Cuenca le 22 mai 1605.
Compagnon d'atelier de Velasquez et du sculpteur Alonso Cano dans l'académie de Pacheco à Séville, il  épouse la fille de Vélazquez,  Franscisca de Silva Velazquez y Pacheco le 21 août 1633 en l'église St Jacques de Madrid. Il succédait le 23 février 1634 à son beau-père dans la fonction d'huissier de la Chambre du Roi. Charge qui sera transmise à ses propres enfants. Il touchait pour ses peintures, dès 1640, une pension annuelle de 500 ducats, élevée à 700 ducats en 1648. 

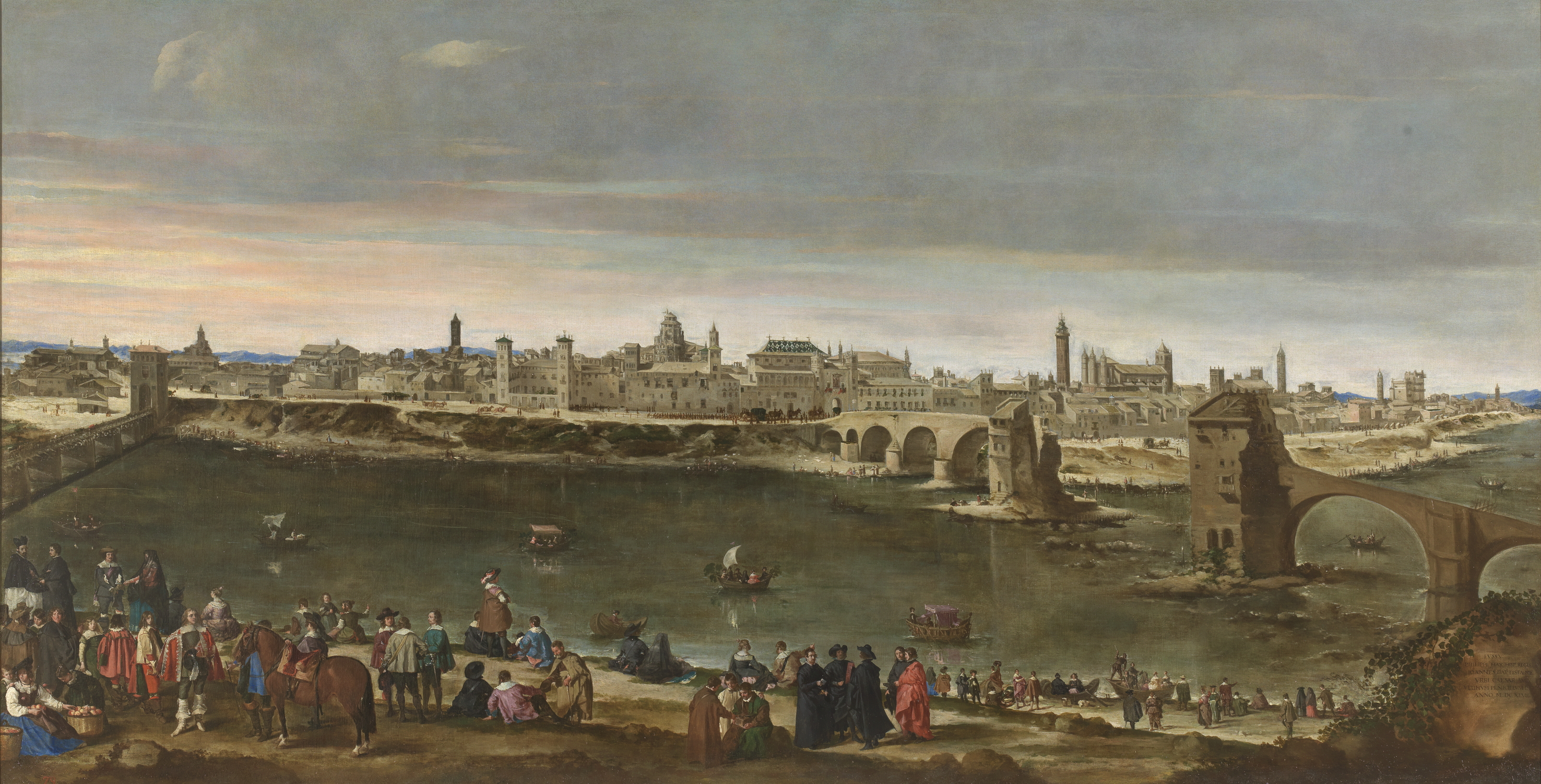
Vue de Saragosse en 1647

En 1643 Mazo est nommé Maître de dessin et peintre de l'héritier de la couronne espagnole, le prince des Asturies Baltasar Carlos. Il reçoit commande de copier pour le prince 8 scènes de chasse de Paul de Vos, Rubens, Jordaens et d'autres peintres flamands. Pendant le voyage du prince en Aragon en 1646, il peint la vue de Saragosse.
Après la mort prématurée du prince, Mazo est confirmé dans ses charges par le roi Philippe IV et est nommé inspecteur des travaux du palais en 1647. Mazo copie les toiles des peintres vénitiens : Tintoret, Titien et Véronèse ainsi que Rubens et Jordaens. Il copie également les œuvres de son beau-père Velasquez, mais il est l'auteur du portrait de l'Infante Marguerite d'Autriche du Prado.
En 1657, Mazo voyage en Italie et peint un paysage Arche de Titus, tout en cherchant à recouvrer la dot de sa sœur aînée Ines, devenue veuve à Naples.
En 1661, il est nommé peintre du Roi à la mort de Velazquez.

### Descendance
La première femme de Mazo, Francisca de Silva y Velázquez Pacheco (1619 -1658) lui donna 7 enfants, sa seconde femme Francisca de La Vega que l'on voit dans le Tableau La famille du peintre mourut en 1665 et lui donna 4 enfants. Il épousa alors sa belle-sœur Ana de la Vega qui lui survécut et se remaria.
Par la descendance de sa fille Maria Teresa Martinez del Mazo y Velasquez (1648-1692), Mazo et Velazquez sont les ancêtres des Marquis de Monteleone, dont les descendants sont la Reine Sofia d'Espagne, la reine Béatrice des Pays-Bas, le roi Cart XVI Gustave de Suède, le roi Albert II de Belgique, Hans-Adam II Prince du Liechtenstein, Henri Grand Duc du Luxembourg ...

## Œuvre
Le style de ses œuvres s'inspire fortement de celui de Vélasquez, dont il fut l'assistant sans néanmoins atteindre toujours la même qualité. On lui cependant les parties hautes des Ménines de Velasquez. La technique de del Mazo est cependant plus souple, moins précise et plus impressionniste. On a souvent attribué à Vélazquez des tableaux de son gendre, en particulier ceux de la dernière période.
Seules certaines œuvres sont signées par Mazo comme La famille du peintre vers 1660-1665, œuvre qui n'est pas sans rappeler les Ménines de Vélasquez. Elles sont souvent confondues avec celles de son beau-père. Il a cependant peint des paysages et des natures mortes.
- Portrait du prince Baltasar Carlos, fils du roi d'Espagne Philippe IV, à environ 11 ans (attribué), 1639-1645, huile sur toile, 149 × 113 cm, Rijksmuseum[3],
- Chasse au cerf à Aranjuez, vers 1640, huile sur toile, 187 × 249 cm, (Musée du Prado, Madrid)[4]
- Don Adrián Pulido Pareja (attribué), postérieur à 1647 (National Gallery, Londres)[5]
- Le Grand étang de Buen Retiro, vers 1657, huile sur toile, 147 × 114 cm, (Musée du Prado, Madrid)[6]
- Femme avec un enfant endormi, 1660, huile sur toile, 69 × 57 cm, (Musée de l'Ermitage, Saint-Pétersbourg)[7]
- Luis del Mazo, un des fils de l'artiste, vers 1660, huile sur toile, 38 × 27 cm, (Dulwich Picture Gallery, Londres)[8]
- La Famille de l'artiste, 1664-1665, huile sur toile, 149 × 174 cm, (Musée du Prado, Madrid)[9]
- La Reine Marie-Anne d'Espagne en deuil, 1666, huile sur toile, 197 × 146 cm, (National Gallery, Londres)[10]
- Portrait de l'Infante Marguerite en robe rose, vers 1665, huile sur toile, 212 × 147 cm, (Musée du Prado, Madrid). Attribué depuis 2007[11]

"
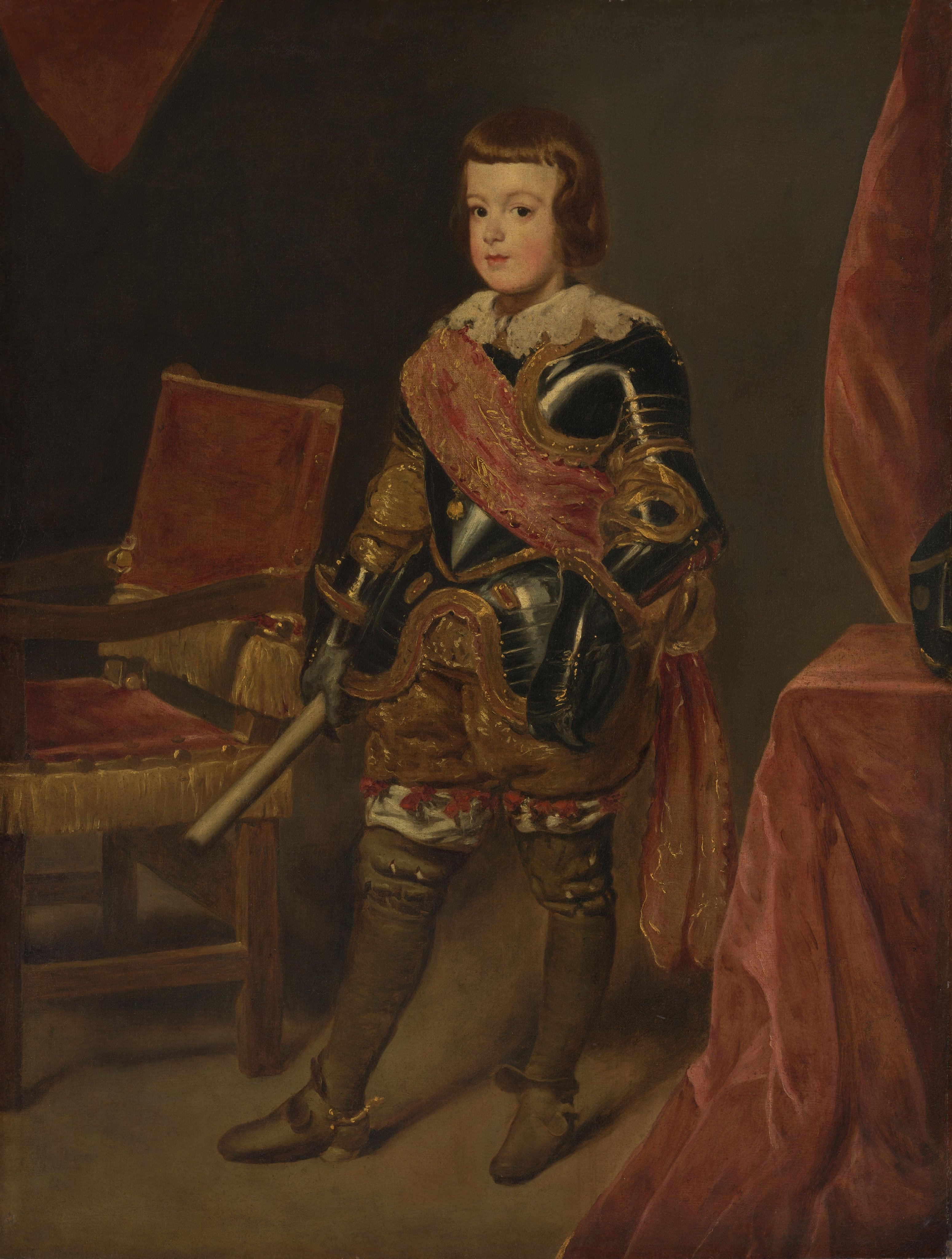
Prince Balthazar Carlos (1639-1645) Rijksmuseum
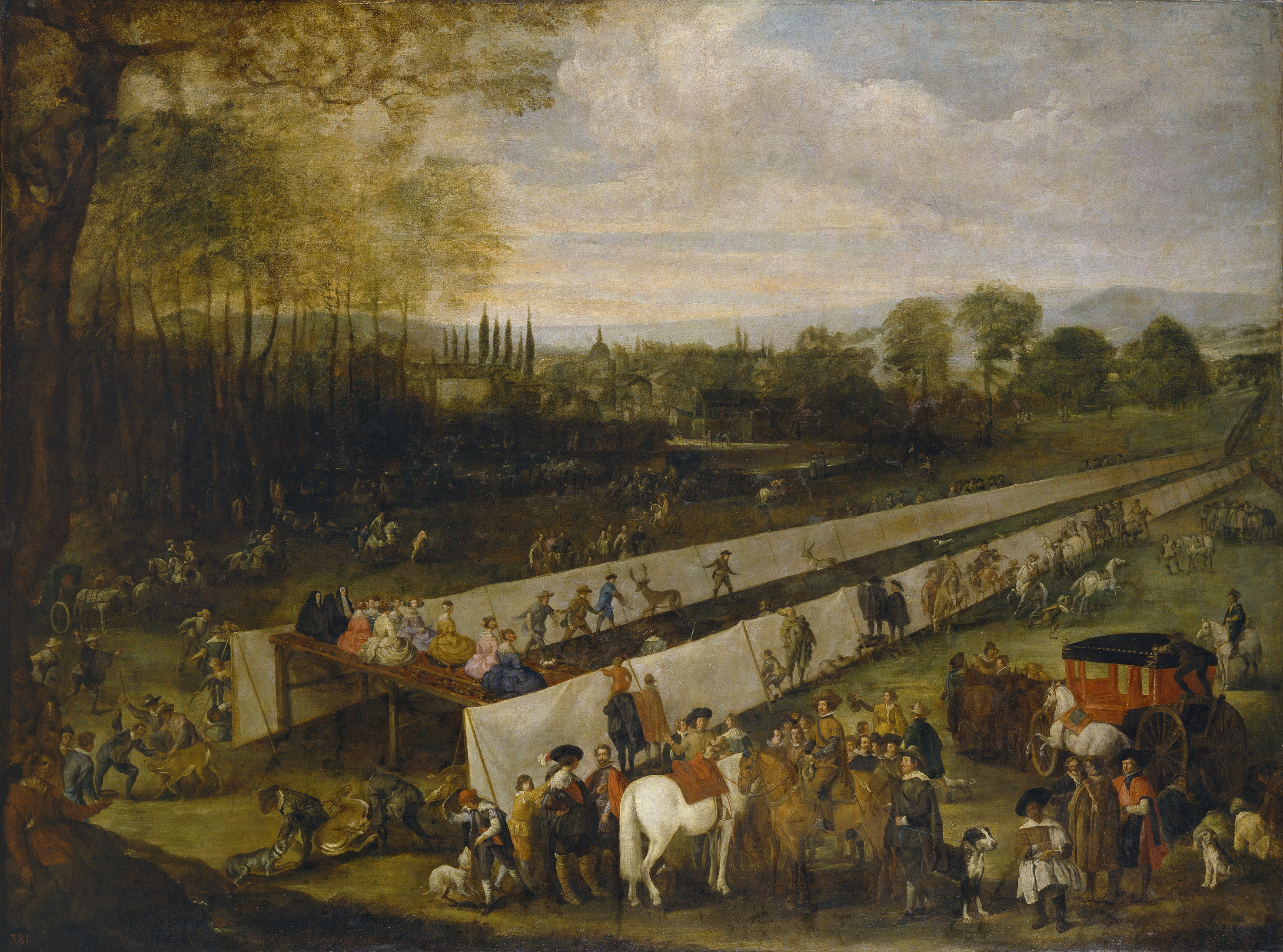
Chasse au cerf (vers 1640) Musée du Prado
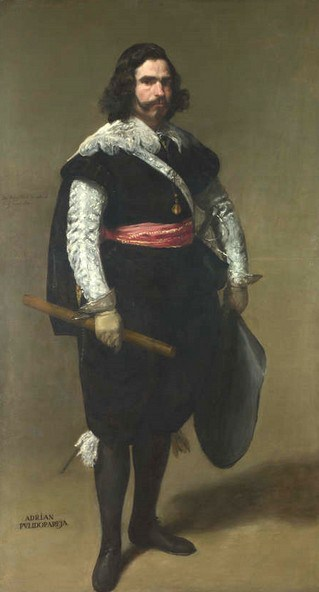
Adrián Pulido Pareja (après 1647) National Gallery, Londres
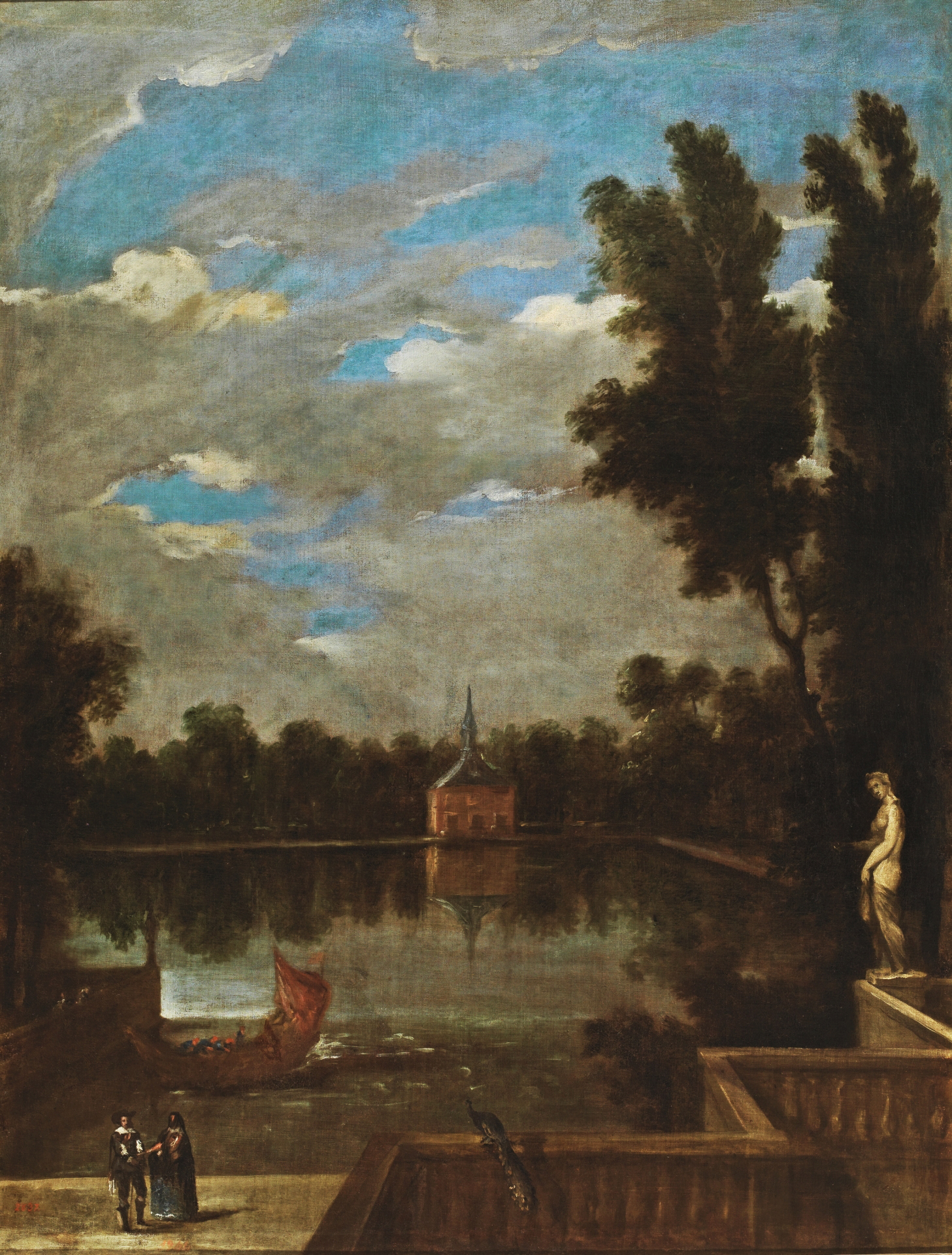
Etang de Buen Retiro (1657) Musée du Prado
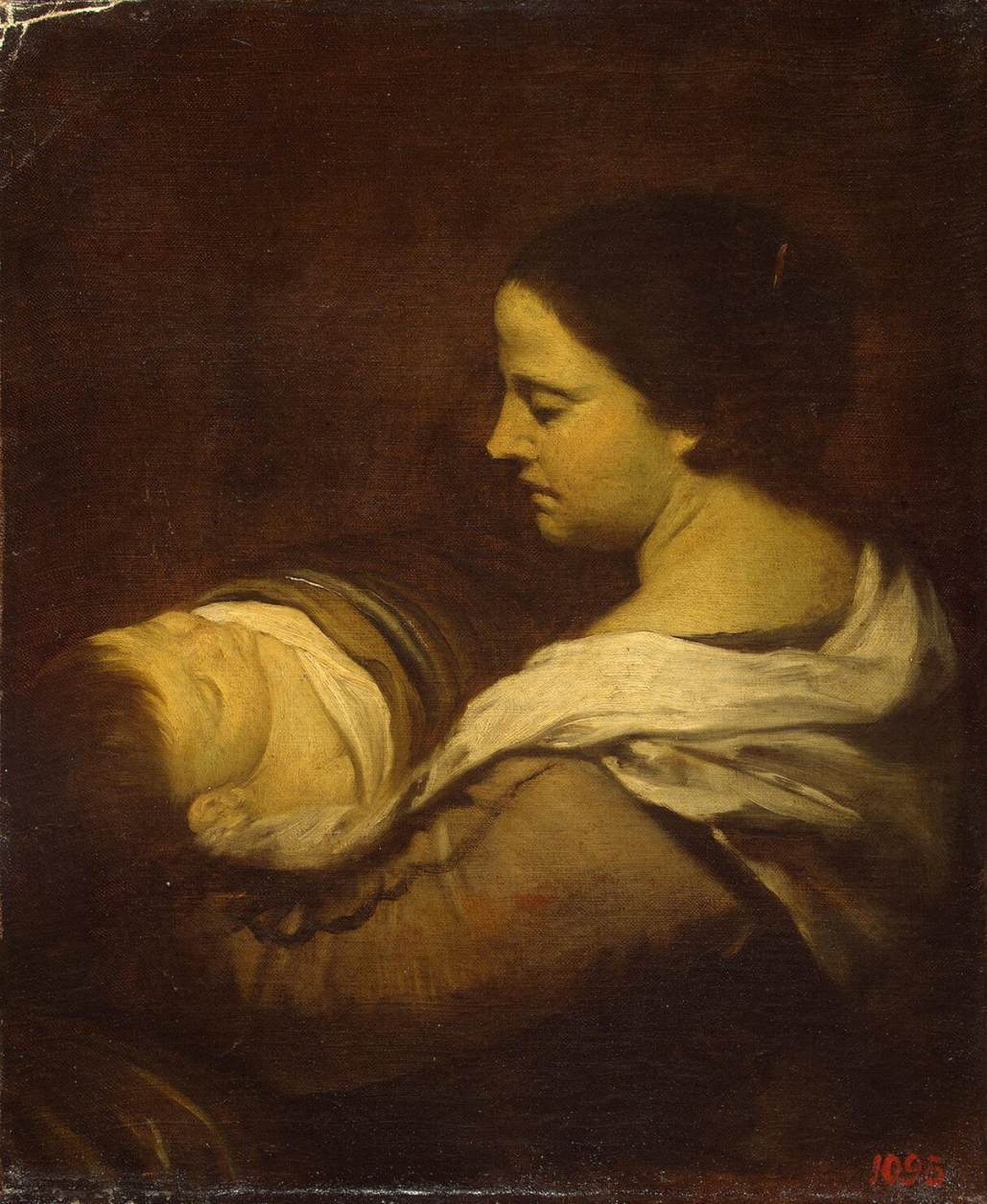
Femme avec enfant (1660) Musée de l'Ermitage
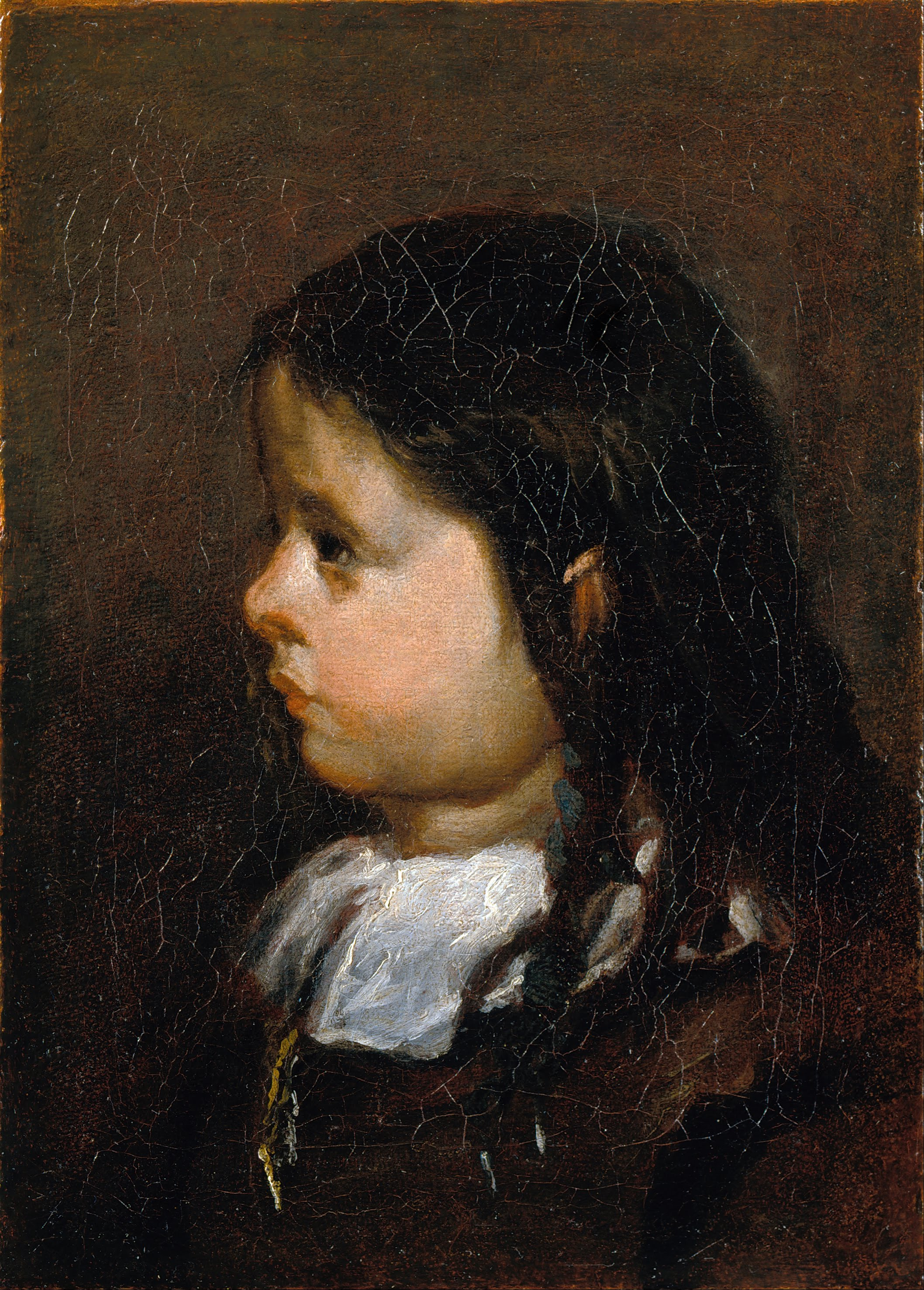
Luis del Mazo (vers 1660) Dulwich Picture Gallery
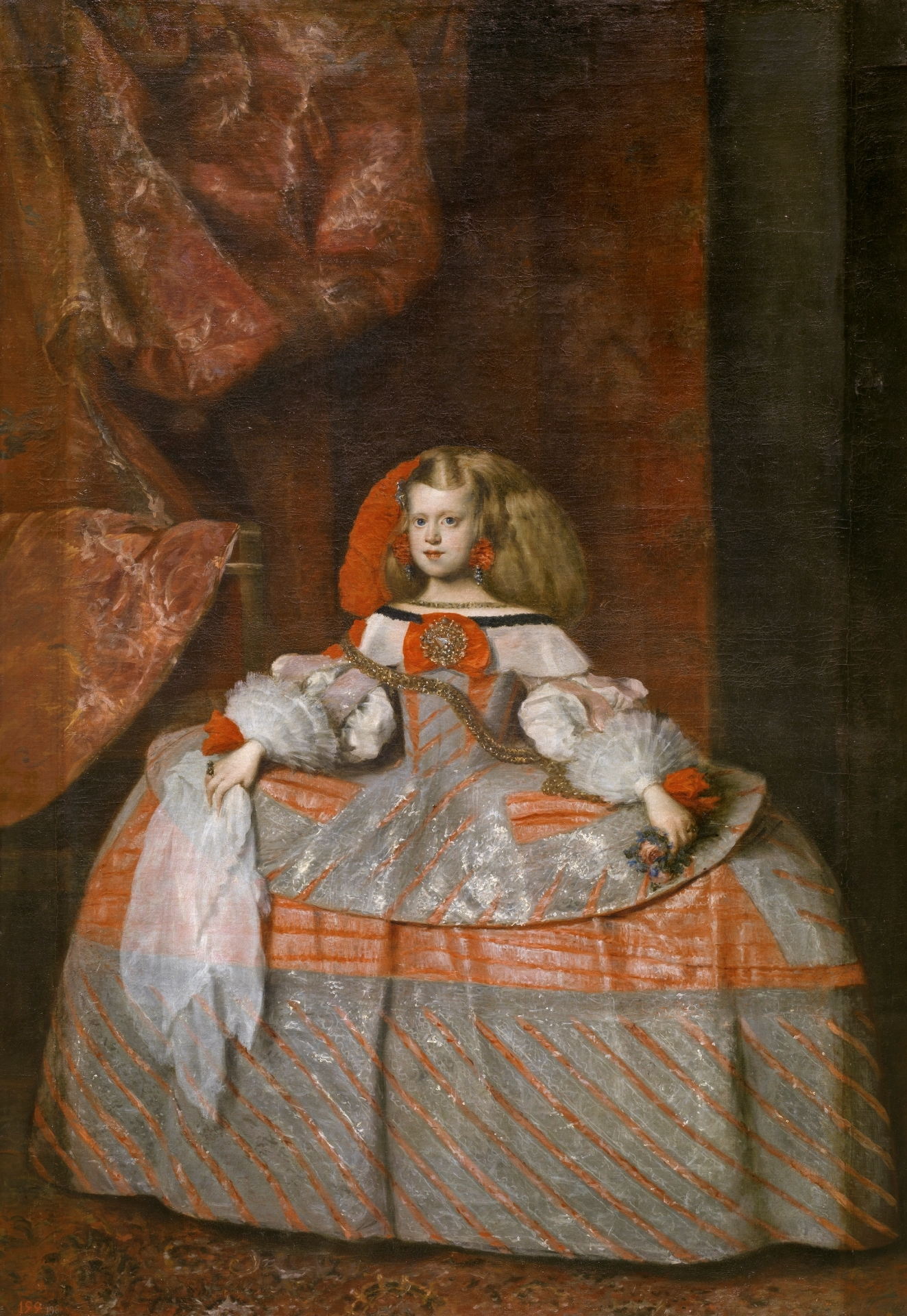
Portrait de l'Infante Marguerite (vers 1665) Musée du Prado
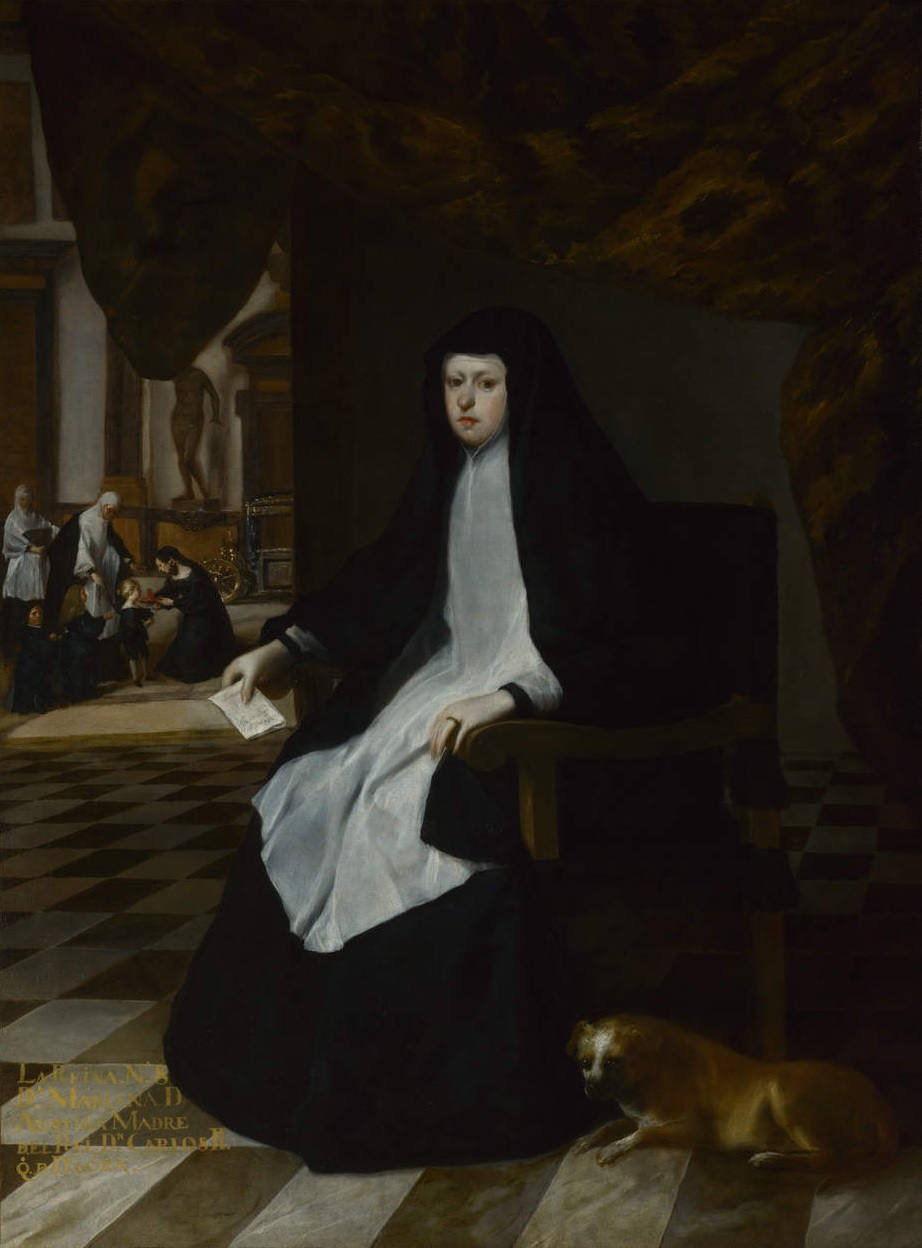
Reine Marie-Anne en deuil (1666) National Gallery, Londres

Œuvres non attribuées
- Version des Ménines dite du Kingston Lacy, où elle est présentée en Angleterre, longtemps attribuée à Mazo
- Réunion de 13 personnages, copiée par Manet qui le croyait de Vélasquez. Le Louvre l'attribue à L'Ecole madrilène[12]

"
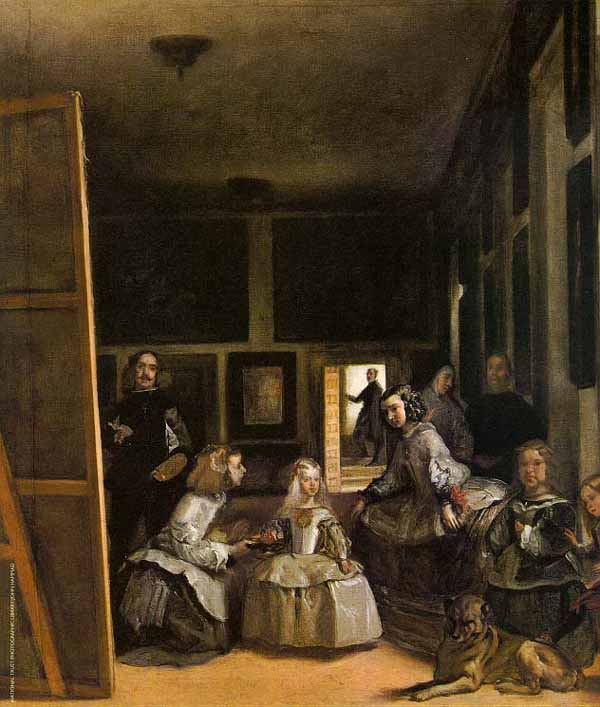
Ménines du Kingston Lacy
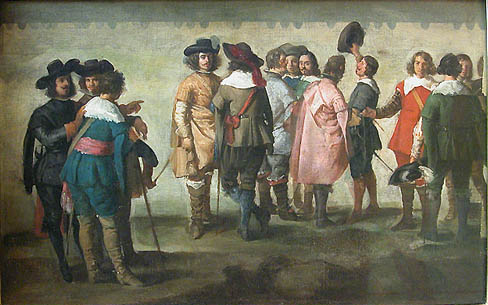
Réunion de 13 personnages Ecole Madrilène